# Collegio di Newcastle upon Tyne East and Wallsend
Newcastle upon Tyne East and Wallsend è un collegio elettorale situato nel Tyne and Wear, nel Nord Est dell'Inghilterra, e rappresentato alla Camera dei comuni del Parlamento del Regno Unito. Elegge un membro del parlamento con il sistema first-past-the-post, ossia maggioritario a turno unico; l'attuale parlamentare è Mary Glindon del Partito Laburista, che rappresenta il collegio dal 2024.

## Estensione
- 1997-2010: i ward della città di Newcastle upon Tyne di Byker, Dene, Heaton, Monkchester, Walker e Walkergate e i ward del borgo di North Tyneside di Northumberland e Wallsend;
- dal 2024: i ward della città di Newcastle upon Tyne di Byker; Heaton; Manor Park; Ouseburn; Walker e Walkergate e i ward del borgo di North Tyneside di Battle Hill; Howdon; Northumberland; Riverside (distretti elettorali FA e FB) e Wallsend.[1]

## Membri del parlamento
| Elezione | Elezione | Deputato              | Partito               |
| -------- | -------- | --------------------- | --------------------- |
|          | 1997     | Nick Brown            | Laburista             |
|          | 2010     | Collegio abolito      | Collegio abolito      |
|          | 2024     | Collegio ri-istituito | Collegio ri-istituito |
|          | 2024     | Mary Glindon          | Laburista             |

## Elezioni

### Elezioni negli anni 2020
| Partito                    | Partito                                      | Candidato                  | Risultati 4 luglio 2024 | Risultati 4 luglio 2024 |
| Partito                    | Partito                                      | Candidato                  | Voti                    | %                       |
| -------------------------- | -------------------------------------------- | -------------------------- | ----------------------- | ----------------------- |
|                            | Laburista                                    | Mary Glindon               | 21 200                  | 50,09                   |
|                            | Reform UK                                    | Janice Richardson          | 8 383                   | 19,81                   |
|                            | Verdi                                        | Matthew Williams           | 5 257                   | 12,42                   |
|                            | Conservatore                                 | Rosie Hanlon               | 3 522                   | 8,32                    |
|                            | Lib Dem                                      | Mark Ridyard               | 2 965                   | 7,01                    |
|                            | Workers                                      | Muhammed Ghori             | 430                     | 1,02                    |
|                            | Party of Women                               | Liz Panton                 | 283                     | 0,67                    |
|                            | Comunista                                    | Emma-Jane Phillips         | 186                     | 0,44                    |
|                            | Social Democratico                           | Robert Malyn               | 95                      | 0,22                    |
|                            |                                              |                            |                         |                         |
| Iscritti                   | Iscritti                                     | Iscritti                   | 76 425                  | 100,00                  |
| ↳ Votanti (% su iscritti)  | ↳ Votanti (% su iscritti)                    | ↳ Votanti (% su iscritti)  | 42 321                  | 55,38                   |
| ↳ Astenuti (% su iscritti) | ↳ Astenuti (% su iscritti)                   | ↳ Astenuti (% su iscritti) | 34 104                  | 44,62                   |
|                            |                                              |                            |                         |                         |
|                            | Esito: collegio a Laburista (nuovo collegio) |                            |                         |                         |

### Elezioni negli anni 2000
| Partito                    | Partito                                | Candidato                  | Risultati 5 maggio 2005 | Risultati 5 maggio 2005 |
| Partito                    | Partito                                | Candidato                  | Voti                    | %                       |
| -------------------------- | -------------------------------------- | -------------------------- | ----------------------- | ----------------------- |
|                            | Laburista                              | Nick Brown                 | 17 462                  | 55,12                   |
|                            | Lib Dem                                | David Ord                  | 9 897                   | 31,24                   |
|                            | Conservatore                           | Norma Dias                 | 3 532                   | 11,15                   |
|                            | Alternativa Socialista                 | William Hopwood            | 582                     | 1,84                    |
|                            | Comunista                              | Martin Levy                | 205                     | 0,65                    |
|                            |                                        |                            |                         |                         |
| Iscritti                   | Iscritti                               | Iscritti                   | 62 728                  | 100,00                  |
| ↳ Votanti (% su iscritti)  | ↳ Votanti (% su iscritti)              | ↳ Votanti (% su iscritti)  | 31 678                  | 50,50                   |
| ↳ Astenuti (% su iscritti) | ↳ Astenuti (% su iscritti)             | ↳ Astenuti (% su iscritti) | 31 050                  | 49,50                   |
|                            |                                        |                            |                         |                         |
|                            | Esito: collegio confermato a Laburista |                            |                         |                         |

| Partito                    | Partito                                | Candidato                  | Risultati 7 giugno 2001 | Risultati 7 giugno 2001 |
| Partito                    | Partito                                | Candidato                  | Voti                    | %                       |
| -------------------------- | -------------------------------------- | -------------------------- | ----------------------- | ----------------------- |
|                            | Laburista                              | Nick Brown                 | 20 642                  | 63,14                   |
|                            | Lib Dem                                | David Ord                  | 6 419                   | 19,63                   |
|                            | Conservatore                           | Tim Troman                 | 3 873                   | 11,85                   |
|                            | Verdi                                  | Andrew Gray                | 651                     | 1,99                    |
|                            | Indipendente                           | Harash Narang              | 562                     | 1,72                    |
|                            | Laburista Socialista                   | Blanch Carpenter           | 420                     | 1,28                    |
|                            | Comunista                              | Martin Levy                | 126                     | 0,39                    |
|                            |                                        |                            |                         |                         |
| Iscritti                   | Iscritti                               | Iscritti                   | 61 455                  | 100,00                  |
| ↳ Votanti (% su iscritti)  | ↳ Votanti (% su iscritti)              | ↳ Votanti (% su iscritti)  | 32 694                  | 53,20                   |
| ↳ Astenuti (% su iscritti) | ↳ Astenuti (% su iscritti)             | ↳ Astenuti (% su iscritti) | 28 761                  | 46,80                   |
|                            |                                        |                            |                         |                         |
|                            | Esito: collegio confermato a Laburista |                            |                         |                         |